# Roman Mrázek (jazykovědec)
Roman Mrázek (21. listopadu 1921, Letovice – 17. listopadu 1989) byl český vysokoškolský učitel a slavista, zaměřením rusista.

## Život a dílo
Roman Mrázek vystudoval v roce 1947, již před uzavřením českých vysokých škol 17. listopadu 1939 započaté studium, ruštiny a historie na Filozofické fakultě Masarykovy univerzity (FF MU) v Brně, kde byl posluchačem profesorů Františka Trávníčka, Václava Machka a také historika Josefa Macůrka. Po ukončení studia vyučoval čtyři roky na gymnáziu (1948–1952) a dva na Janáčkově akademii múzických umění v Brně (1952–1954; JAMU), teprve roku 1954 se vrátil na svoji alma mater jako odborný asistent na tamější katedře rusistiky, kde setrval jako pedagog (1952 – PhDr.; 1960 – CSc.; 1962 – doc.; 1968 – mimořádný prof.) až do roku 1988.

## Řekli o něm
- Rusista Stanislav Žaža: „Profesor Mrázek se zapsal do historie brněnské rusistiky a slavistiky jako jedna z jejích profilujících osobností.“[9]